# Submillimeter Wave Astronomy Satellite
SWAS (Submillimeter Wave Astronomy Satellite) je astronomická družice, určená ke studiu mezihvězdných oblaků. Postavila ji firma Ball Aerospace Systems Group ve spolupráci se střediskem NASA Goddard Space Flight Center, které ji také provozuje.

## Popis

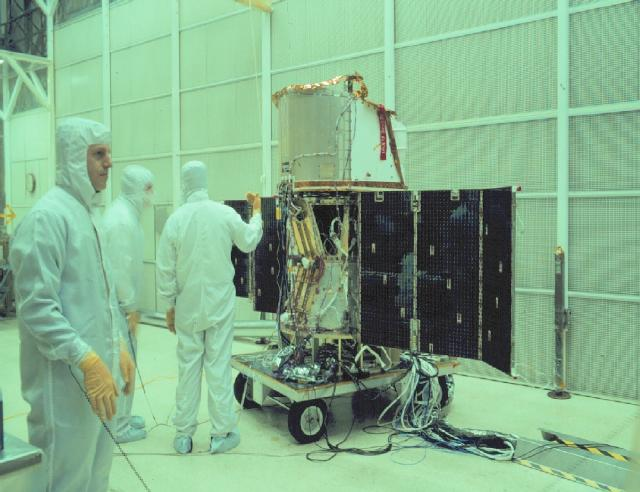
Příprava SWAS v Goddardově kosmickém středisku.

Družice je vybavena dvěma výklopnými a jedním pevným panelem slunečních baterií, dodávajících průměrně 270 wattů (v maximu 600 W) elektrické energie a dobíjecích NiCD akumulátorové baterie s kapacitou 21 ampérhodin. Stabilizační systém využívá 3 silových setrvačníků a 3 magnetických aktuátorů. Orientace je zjišťována třemi magnetometry, třemi měřícími gyroskopy, jedním digitálním a šesti analogovými čidly Slunce, detektorem jasných objektů a přesným hvězdným čidlem (přesnost 38"). Řídicí počítač 80386/80387 je vybaven polovodičovou pamětí o kapacitě 88 Mbyte. Telemetrický systém pracuje v pásmu S (2 GHz), přenosová rychlost ze Země na družici jsou 2 kbit/s a v opačném směru pak 1,8 Mbit/s.
Hlavním přístrojem je radioteleskop typů Cassegrain, celým názvem Submillimeter Wave Telescope, který se skládá ze:
- dvou submilimetrových heterodynních přijímačů záření o vlnových délkách 0,5-0,6 mm (přibližně 490-550 GHz)
- akusto-optického spektrometru
- sledovače hvězd

Přístrojové vybavení je řízeno palubním počítačem s mikroprocesorem 80386. Naměřená data jsou ukládána do palubní paměti a jednou nebo dvakrát denně přehrávána na Zemi. Jako hlavní pozemní řídicí středisko slouží mobilní stanice TOTS (Transportable Orbital Tracking Station), umístěná v Poker Flats v Arkansasu v USA.
Družice měla za úkol:

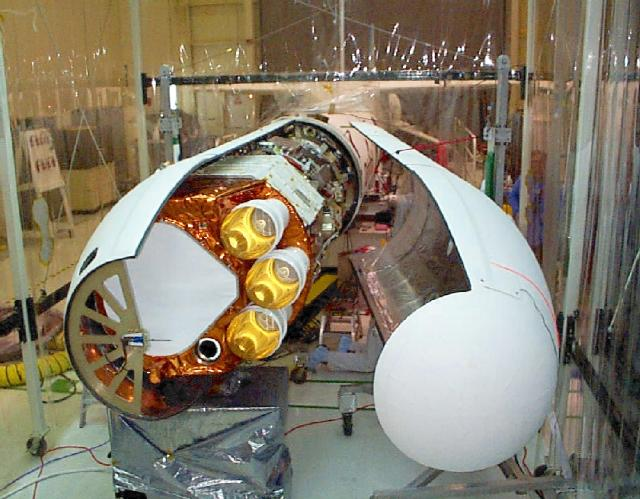
Montáž aerodynamického krytu před vypuštěním pomocí rakety Pegasus XL.

- stanovení chemického složení mezihvězdných oblaků
- studium termodynamických procesů, zejména ochlazování plynů při smršťování oblaků při tvorbě hvězd a planet

Kromě běžných úkolů, k nimž byl navržen, se teleskop podílel i na sledování dopadu sondy Lunar Prospector na povrch Měsíce v roce 1999. Vědecká činnost byla ukončena 21. července 2004, ale v červnu 2005 byl teleskop na tři měsíce oživen, aby sledoval následky kolize impaktoru sondy Deep Impact s kometou 9P/Tempel.